# Wiesensteig
Wiesensteig là một thị trấn ở huyện Göppingen ở Baden-Württemberg ở miền nam Đức. Đô thị này có diện tích km², dân số thời điểm 31 tháng 12 năm 2020 là 2034 người. Thị trấn này nằm bên sông Fils, 16 km về phía nam Göppingen.